# Ferrovia Nikšić-Podgorica
La ferrovia Nikšić–Podgorica è una linea ferroviaria del Montenegro, che congiunge il centro minerario di Nikšić con la capitale Podgorica. Il servizio sulla linea viene operato dalla Željeznica Crne Gore, la compagnia ferroviaria statale del Montenegro.

## Storia
La linea venne costruita nel 1947 a scartamento ridotto (760 mm), come prolungamento della preesistente Hum–Trebigne–Nikšić.
Nel 1965 la linea venne trasformata a scartamento normale; contemporaneamente la Hum–Trebigne–Nikšić venne chiusa.
Nel 1992 la linea restò aperta al solo traffico merci; è stata riaperta al traffico passeggeri il 1º ottobre 2012 dopo una riqualificazione costata 70 milioni di euro.